# Epizoanthus xenomorphoideus
Epizoanthus xenomorphoideus — вид коралових поліпів родини Epizoanthidae ряду зоантарій (Zoantharia). Описаний у 2019 році.

## Назва
Вид названий на честь ксеноморфа — вигаданої істоти з фільму «Чужий».

## Поширення
Вид поширений на заході Тихого океану біля узбережжя Японії.